# اسلام‌آباد (خرمدره)
اسلام‌آباد، روستایی از توابع بخش مرکزی شهرستان خرمدره در استان زنجان ایران است. وضع طبیعی این روستا به صورت کوهستانی، دره‌ای یا تپه‌ای است. دسترسی زمینی این روستا از طریق جاده آسفالته است.

## جمعیت
این روستا در دهستان الوند قرار دارد و براساس سرشماری مرکز آمار ایران در سال ۱۳۸۵، جمعیت آن ۹۶ نفر (۲۱ خانوار) بوده‌است.
همچنین براساس سرشماری مرکز آمار ایران در سال ۱۳۹۵، جمعیت آن به ۵۷ نفر (۳۱ نفر مرد و ۲۶ نفر زن) و به ۱۷ خانوار کاهش یافته است.